# Sisyra fasciata
Sisyra fasciata là một loài côn trùng trong họ Sisyridae thuộc bộ Neuroptera. Loài này được Navás miêu tả năm 1930.